# Bologna (provins)
Provinsen Bologna (it. Provincia di Bologna) er en provins i regionen Emilia-Romagna i det nordlige Italien. Bologna er provinsens hovedby.
Der var 915.225 indbyggere ved folketællingen i 2001.

## Geografi
Provinsen Bologna grænser til:
- i nord mod provinsen Ferrara,
- i øst mod provinsen Ravenna og
- i syd mod Toscana (provinserne Firenze, Prato og Pistoia) og
- i vest mod provinsen Modena.

Autodromo Enzo e Dino Ferrari som bruges ved formel 1 løbene (San Marino Grand Prix) ligger i provinsen ved byen Imola.

## Kommuner
- Alto Reno Terme
- Anzola dell'Emilia
- Argelato
- Baricella
- Bentivoglio
- Bologna
- Borgo Tossignano
- Budrio
- Calderara di Reno
- Camugnano
- Casalecchio di Reno
- Casalfiumanese
- Castel d'Aiano
- Castel del Rio
- Castel di Casio
- Castel Guelfo di Bologna
- Castel Maggiore
- Castel San Pietro Terme
- Castello d'Argile
- Castenaso
- Castiglione dei Pepoli
- Crevalcore
- Dozza
- Fontanelice
- Gaggio Montano
- Galliera
- Granarolo dell'Emilia
- Grizzana Morandi
- Imola
- Lizzano in Belvedere
- Loiano
- Malalbergo
- Marzabotto
- Medicina
- Minerbio
- Molinella
- Monghidoro
- Monte San Pietro
- Monterenzio
- Monzuno
- Mordano
- Ozzano dell'Emilia
- Pianoro
- Pieve di Cento
- Sala Bolognese
- San Benedetto Val di Sambro
- San Giorgio di Piano
- San Giovanni in Persiceto
- San Lazzaro di Savena
- San Pietro in Casale
- Sant'Agata Bolognese
- Sasso Marconi
- Valsamoggia
- Vergato
- Zola Predosa

44°29′38″N 11°20′34″Ø / 44.493888888889°N 11.342777777778°Ø